# الوقف الوطني للديمقراطية

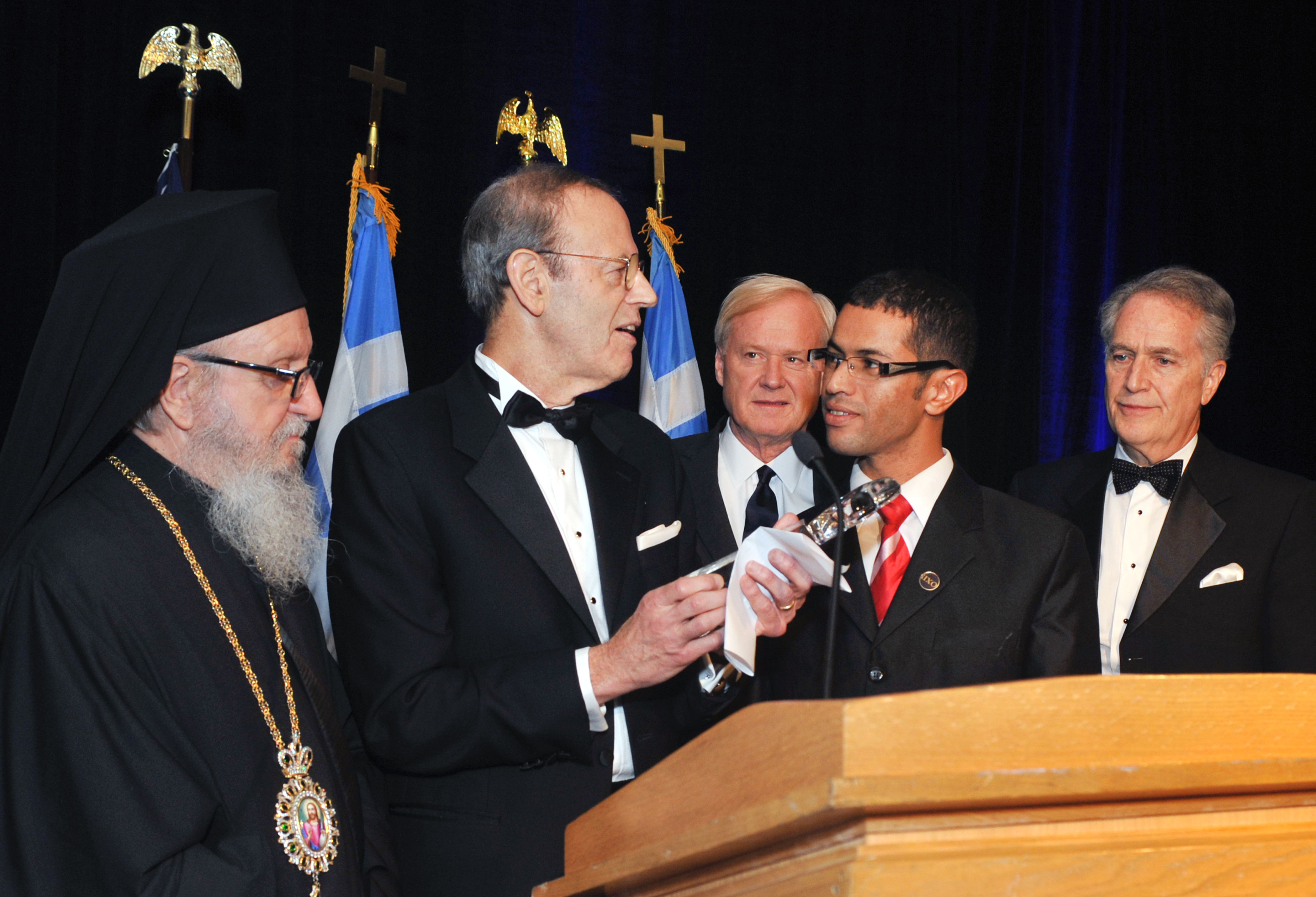
يقدم رئيس المؤسسة الوطنية للديمقراطية ، كارل غيرشمان (في الصورة ، من اليسار الثاني) جائزة إلى زعيم تونسي للربيع العربي في نوفمبر 2011.

الوقف الوطني للديمقراطية (NED) هو مؤسسة غير هادفة للربح الولايات المتحدة القوة الناعمة المنظمة التي تأسست في عام 1983 مع الهدف المعلن ل تعزيز الديمقراطية في الخارج. يتم تمويلها بشكل أساسي من خلال تخصيص سنوي من الكونغرس الأمريكي في شكل منحة تمنح من خلال وكالة معلومات الولايات المتحدة (USIA). تم إنشاؤه بواسطة برنامج الديمقراطية كشركة من الحزبين، خاصة، غير هادفة للربح، وتعمل بدورها كمؤسسة لتقديم المنح. بالإضافة إلى برنامج المنح، تدعم أيضًا مجلة الديمقراطية والحركة العالمية من أجل الديمقراطية والمنتدى الدولي للدراسات الديمقراطية وبرنامج زمالة ريغان فاسيل وشبكة معاهد أبحاث الديمقراطية ومركز الإعلام الدولي، وتضم أيضًا المساعدة.

## الدول المستفيدة من المنح المالية

### الجزائر
الرابطة الجزائرية من احل الدفاع عن حقوق الإنسان
- 2005 : 20.000 دولار[3]
- 2006 : 40.000 دولار[4]
- 2010 : 37.000 دولار[5]

الجمعية الثقافية اموسناو
- 2006 : 32.500 دولار[4]
- 2007 : 34.100 دولار[6]
- 2010 : 40.000 دولار[5]

تجمع عائلات المفقودين في الجزائر
- 2005 : 40.000 دولار[3]
- 2006 : 43.500 دولار[4]
- 2007 : 46.200 دولار[6]
- 2009 : 38.200 دولار[7]
- 2010 : 40.000 دولار[5]
- 2011 : 40.000 دولار[8]

الجمعية الثقافية مبارك ايت منقلات
- 2006 : 34.000 دولار [9]

جمعية جزائرنا
- 2018 : 26.000 دولار[10]

الجمعية النسوية من أجل ازدهار الشخصية وممارسة المواطنة
- 2006 : 39.000 دولار[4]

الرابطة الوطنية لأسر المفقودين
- 2009 : 13.400 دولار [11]
- 2011 : 33.000 دولار[12]

الجمعية الوطنية للشباب راج
- 2011 : 25.000 دولار[12]

جمعية اجير لتنمية وتوعية الشباب
- 2010 : 28.900 دولار[5]

المعهد العربي لحقوق الانسان
- 2006 : 50.900 دولار[13]
- 2007 : 80.080 دولار[14]

مركز المشروعات الدولية الخاصة
- 2007 : 120.838 دولار[14]
- 2007 : 180.514 دولار[14]
- 2009 : 199.615 دولار[11]
- 2018 : 234.699 دولار[10]

الاتحاد الأورو-متوسطي ضد الاختفاء القسري
- 2018 : 30.000 دولار[10]

## روابط خارجية
- موقع رسمي